# Callopora
Callopora är ett släkte av mossdjur som beskrevs av Gray 1848. Callopora ingår i familjen Calloporidae.
Släktet Callopora indelas i:
- Callopora armata
- Callopora bathyalis
- Callopora canui
- Callopora caudata
- Callopora confluens
- Callopora corniculifera
- Callopora craticula
- Callopora decidua
- Callopora depressa
- Callopora derjugini
- Callopora deseadensis
- Callopora discreta
- Callopora dumerilii
- Callopora horridoidea
- Callopora inaviculata
- Callopora inconspicua
- Callopora inermis
- Callopora jamesi
- Callopora klugei
- Callopora lamellata
- Callopora lata
- Callopora lineata
- Callopora longispinosa
- Callopora macilenta
- Callopora minuscula
- Callopora minuta
- Callopora nazcae
- Callopora nuda
- Callopora obesa
- Callopora panhoplites
- Callopora precocialis
- Callopora pumicosa
- Callopora rylandi
- Callopora sarae
- Callopora sedovi
- Callopora velata
- Callopora verrucosa
- Callopora weslawski